# Gustav Hirsch
Gustav Hirsch (* 31. Mai 1845 in Troppau, Österreichisch-Schlesien; † 2. Mai 1907 in Graz) war ein österreichisch-schlesischer Politiker.

## Leben
Als Sohn eines Kaufmanns geboren, studierte Hirsch nach dem Besuch des Troppauer Gymnasiums Rechtswissenschaften an den Universitäten Prag, Graz und Wien. Während seines Studiums wurde er 1865 Mitglied der Wiener Burschenschaft Braune Arminia. 1870 wurde er zum Dr. iur. promoviert. Nach seinem Studium arbeitete er in Troppau und Graz als Advokat. Nach einer Erbschaft wurde er Landwirt auf der Standesherrschaft Olbersdorf. Für die österreichisch-schlesischen Großgrundbesitzer wurde er 1882 in den Reichsrat gewählt, wo er Vereinigten Linken angehörte. Er wurde mehrfach wiedergewählt.